# Pulilan
El pueblo de Pulilan es uno de los pueblos que componen la provincia de Bulacán en Filipinas.

## Geografía
El pueblo tiene un superficie de 46,25 kilómetros cuadrado. Está situada 45 kilómetros al norte de Manila.

### Demografía
Según el censo de 2000, su población es de 144,282 habitantes en 29,886 casas.

## Barrios
El pueblo de Pulilan tiene 19 barrios:
| - Balatong A - Balatong B - Cutcot - Dampol I - Dampol II-A - Dampol II-B - Dulong Malabon - Inaon - Longos - Lumbac | - Paltao - Pinabatan - Población - Sta. Peregrina - Sto. Cristo - Taal - Tabon - Tibag - Tenejero |